# Solstício de verão

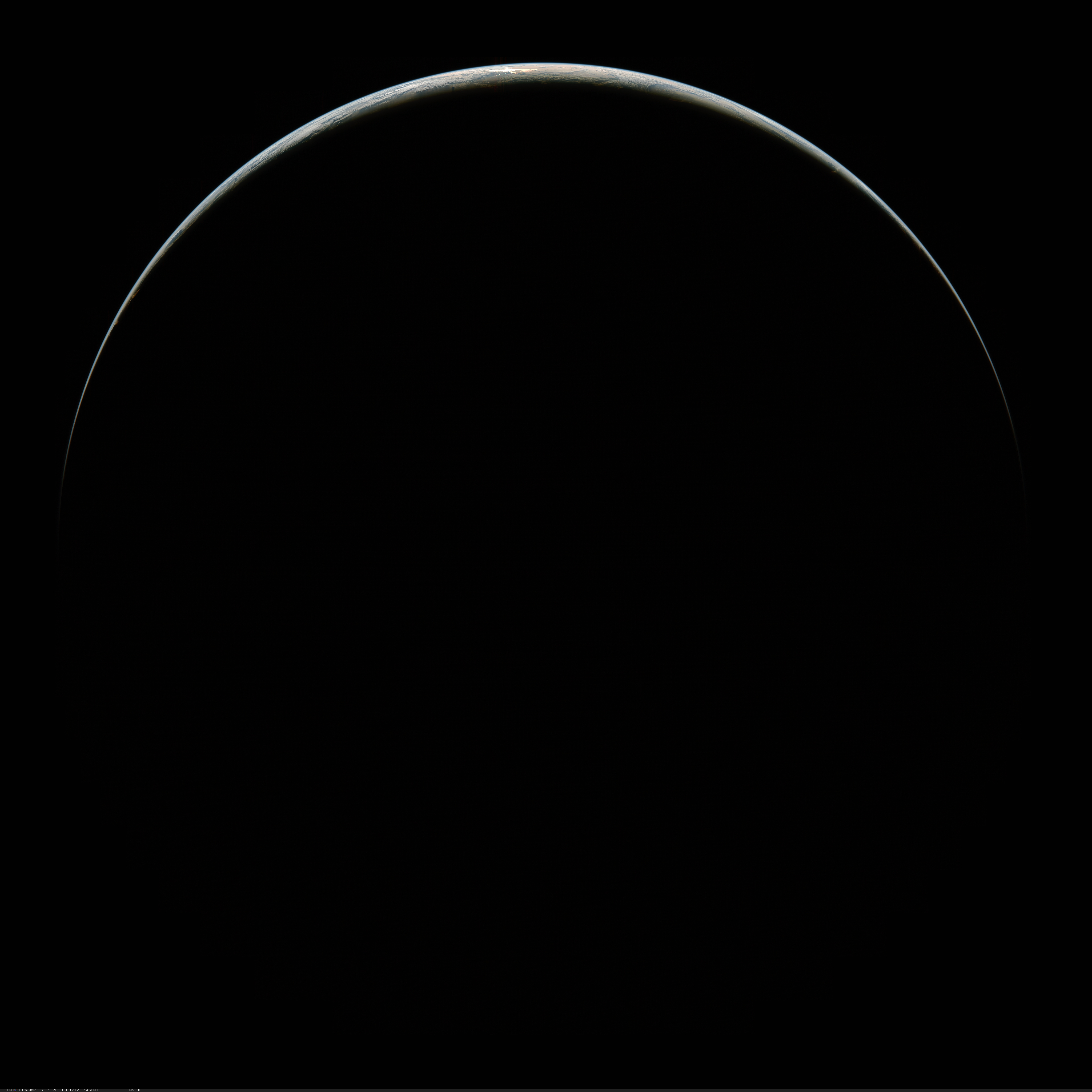
A Terra durante o solstício de verão em junho de 2017.

O solstício de verão, também conhecido como solstício estival, ocorre quando um dos polos da Terra tem sua inclinação máxima em direção ao sol. Isso acontece duas vezes por ano, uma vez em cada hemisfério (norte e sul). Para esse hemisfério, o solstício de verão é quando o Sol atinge sua posição mais alta no céu e é o dia com o maior período de luz do dia. Dentro do círculo ártico (para o hemisfério norte) ou do círculo antártico (para o hemisfério sul), há luz do dia contínua ao redor do solstício de verão. No solstício de verão, a inclinação axial máxima da Terra em direção ao Sol é de 23,44 °. Da mesma forma, a declinação do Sol do equador celeste é de 23,44 °.
O solstício de verão ocorre durante o verão. Este é o solstício de junho no Hemisfério Norte e o solstício de dezembro no Hemisfério Sul. Dependendo da mudança do calendário, o solstício de verão ocorre entre 20 e 22 de junho no Hemisfério Norte e entre 20 e 23 de dezembro no Hemisfério Sul. As mesmas datas no hemisfério oposto são chamadas de solstício de inverno.
Desde a pré-história, o solstício de verão é visto como uma época significativa do ano em muitas culturas e é marcado por festivais e rituais. Tradicionalmente, em muitas regiões temperadas (especialmente na Europa), o solstício de verão é visto como o meio do verão e conhecido como "solstício de verão". Hoje, porém, em alguns países e calendários, é visto como o início do verão.

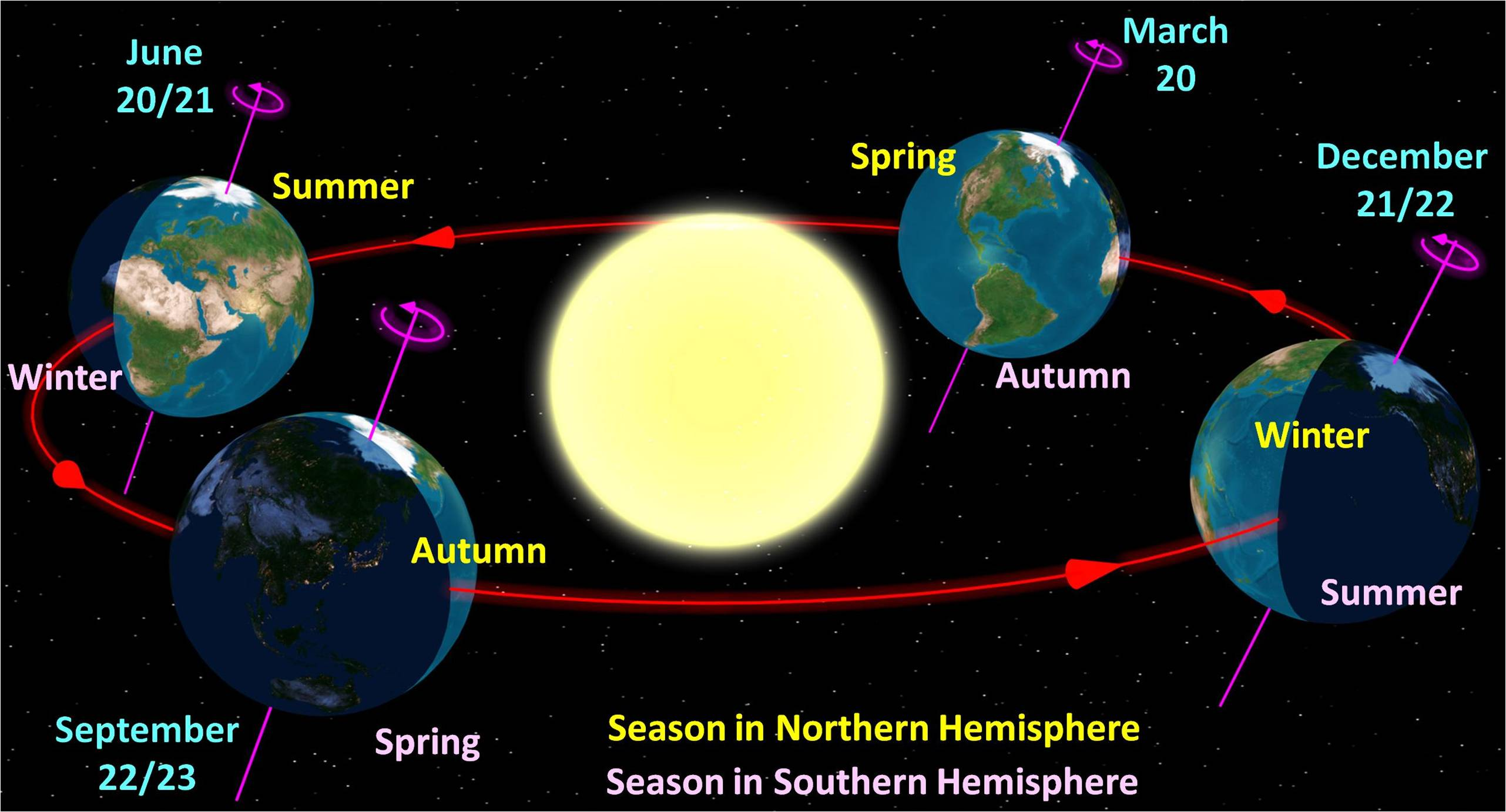
Diagrama das estações da Terra, vistas do norte. À esquerda: solstício de verão do hemisfério norte. Frente direita: solstício de verão para o Hemisfério Sul.

Embora o solstício de verão seja o dia mais longo do ano para esse hemisfério, as datas do nascer do sol mais cedo e do pôr do sol mais tarde variam em alguns dias. Isso ocorre porque a Terra orbita o Sol em uma elipse e sua velocidade orbital varia ligeiramente durante o ano.
Embora o Sol apareça na sua altitude mais alta do ponto de vista de um observador no espaço sideral ou de um observador terrestre fora das latitudes tropicais, a altitude mais alta ocorre em um dia diferente para determinados locais nos trópicos, especificamente aqueles onde o Sol está diretamente acima da cabeça (máxima elevação de 90 graus) no ponto subsolar. Esse dia ocorre duas vezes por ano em todos os locais entre o Trópico de Câncer e o Trópico de Capricórnio, porque o Sol aéreo parece cruzar uma dada latitude uma vez antes do dia do solstício e uma vez depois. Por exemplo, Lahaina Noon ocorre em maio e julho no Havaí. Veja o artigo do solstício. Para todos os observadores, a posição aparente do Sol ao meio-dia está em seu ponto mais ao norte no solstício de junho e mais ao sul no solstício de dezembro.
| evento | equinócio | equinócio | solstício | solstício | equinócio | equinócio | solstício | solstício |
| mês    | Março     | Março     | Junho     | Junho     | Setembro  | Setembro  | Dezembro  | Dezembro  |
| ano    | dia       | hora      | dia       | hora      | dia       | hora      | dia       | hora      |
| ------ | --------- | --------- | --------- | --------- | --------- | --------- | --------- | --------- |
| 2018   | 20        | 16:15     | 21        | 10:07     | 23        | 01:54     | 21        | 22:22     |
| 2019   | 20        | 21:58     | 21        | 15:54     | 23        | 07:50     | 22        | 04:19     |
| 2020   | 20        | 03:50     | 20        | 21:43     | 22        | 13:31     | 21        | 10:03     |
| 2021   | 20        | 09:37     | 21        | 03:32     | 22        | 19:21     | 21        | 15:59     |
| 2022   | 20        | 15:33     | 21        | 09:14     | 23        | 01:04     | 21        | 21:48     |
| 2023   | 20        | 21:25     | 21        | 14:58     | 23        | 06:50     | 22        | 03:28     |
| 2024   | 20        | 03:07     | 20        | 20:51     | 22        | 12:44     | 21        | 09:20     |
| 2025   | 20        | 09:02     | 21        | 02:42     | 22        | 18:20     | 21        | 15:03     |
| 2026   | 20        | 14:46     | 21        | 08:25     | 22        | 00:06     | 21        | 20:50     |
| 2027   | 20        | 20:25     | 21        | 14:11     | 23        | 06:02     | 22        | 02:43     |
| 2028   | 20        | 02:17     | 20        | 20:02     | 22        | 11:45     | 21        | 08:20     |

## Lua cheia
2016 foi a primeira vez em quase 70 anos em que a lua cheia e o solstício de verão do Hemisfério Norte ocorreram no mesmo dia. A lua cheia do solstício de verão de 2016 surgiu exatamente quando o sol se punha.

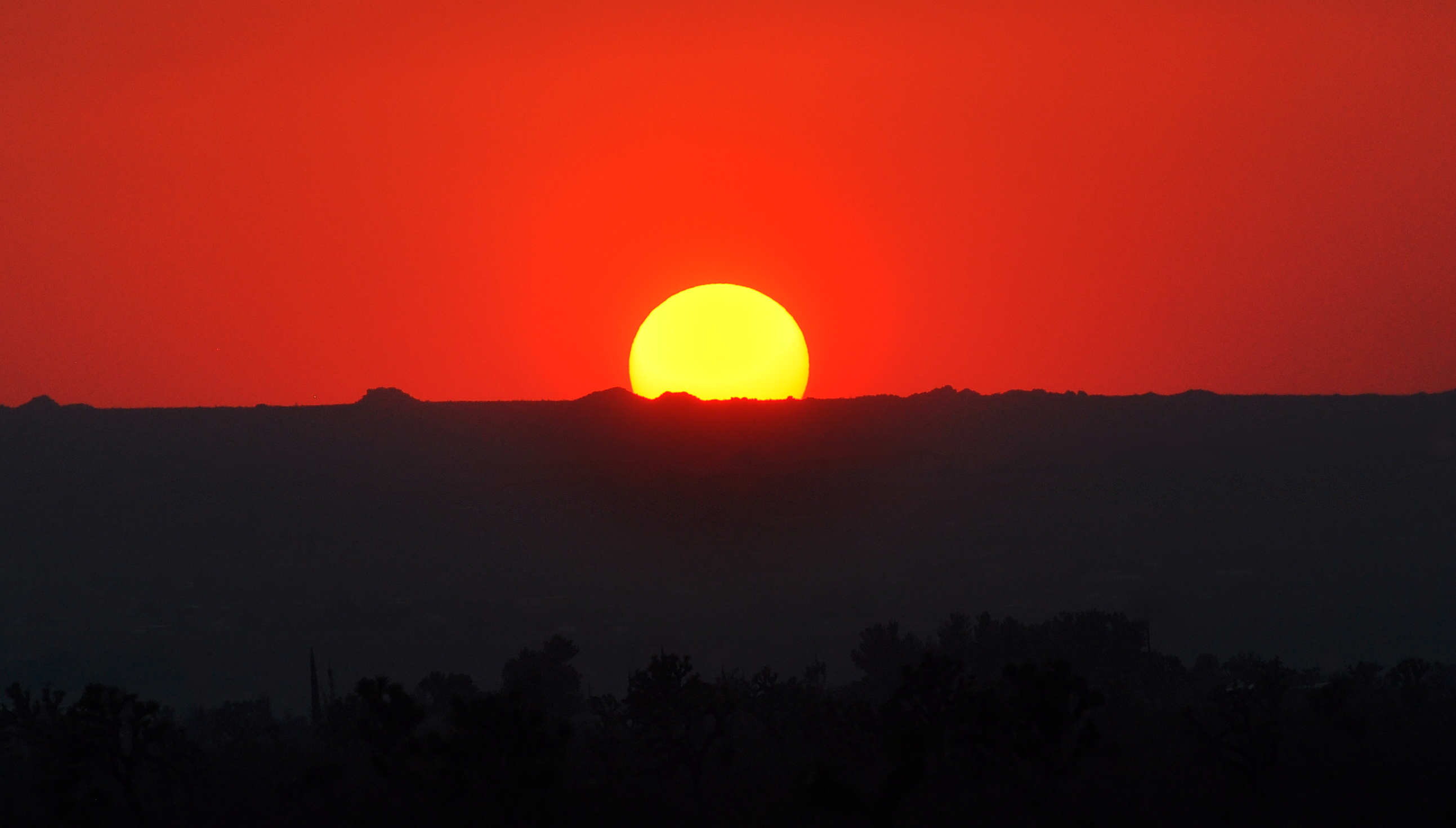
Solstício de verão ao pôr do sol sobre o deserto de Mojave 19h54 PDT (19h54) 20 de junho de 2016.

## Aspectos culturais
O significado dado ao solstício de verão variou entre as culturas, mas a maioria reconhece o evento de alguma maneira com feriados, festivais e rituais nessa época com temas de religião ou fertilidade. Particularmente na Suécia, o solstício de verão é um dos principais feriados do ano, quando o país fecha tanto quanto no Natal. Em algumas regiões, o solstício de verão é visto como o início do verão e o final da primavera . Em outras convenções culturais, o solstício está mais próximo do meio do verão.

## Data

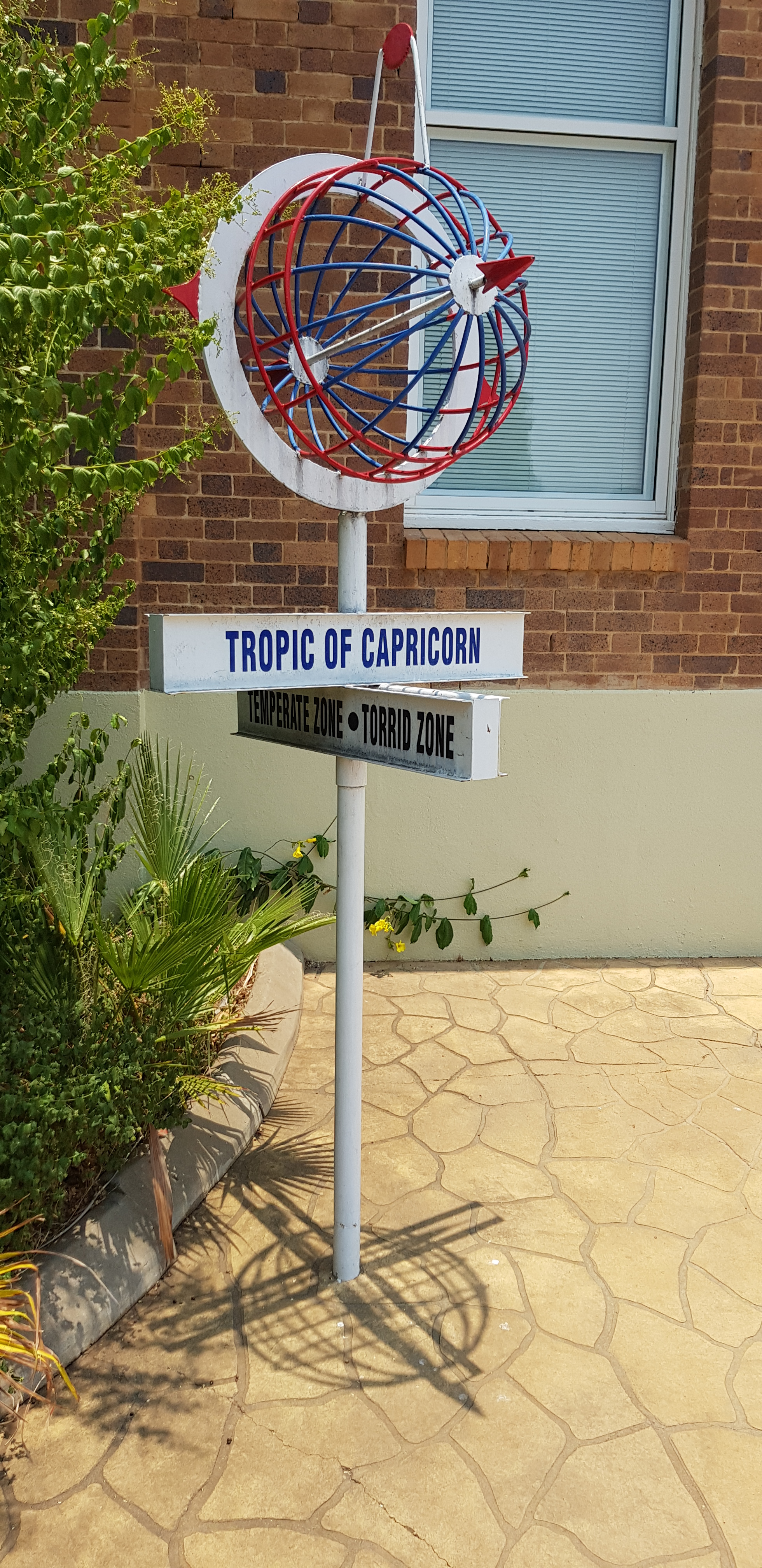
Longreach, Queensland, ao meio-dia do solstício de verão 2019. A cidade fica no Trópico de Capricórnio (Sombra diretamente abaixo da placa).

## Duração do dia
As tabelas a seguir contêm informações sobre a duração do dia 20 de junho, perto do solstício de verão do Hemisfério Norte e do solstício de inverno do Hemisfério Sul (isto é, o solstício de junho). Os dados foram coletados do website do Instituto Meteorológico Finlandês no dia 20 de junho de 2016, assim como de outros websites.
Os dados estão organizados geograficamente dentro das tabelas do dia mais comprido para o dia mais curto.
| Fino-Escadinávia e Estados Bálticos |                                   |                                |                |
| Cidade                              | Nascer do sol 20 de Junho de 2016 | Pôr do sol 20 de Junho de 2016 | Duração do dia |
| Murmansk                            | —                                 | —                              | 24 h           |
| Bodø                                | —                                 | —                              | 24 h           |
| Rovaniemi                           | —                                 | —                              | 24 h           |
| Luleå                               | 1:00                              | 21.6.2016 0:05                 | 23 h 04 min    |
| Kem’                                | 1:44                              | 23:42                          | 21 h 58 min    |
| Reykjavík                           | 2:55                              | 21.6.2016 0:03                 | 21 h 08 min    |
| Trondheim                           | 3:02                              | 23:37                          | 20 h 35 min    |
| Tórshavn                            | 3:36                              | 23:21                          | 19 h 45 min    |
| Petrozavodsk                        | 2:55                              | 22:33                          | 19 h 38 min    |
| Helsinki                            | 3:54                              | 22:49                          | 18 h 55 min    |
| São Petersburgo                     | 3:35                              | 22:25                          | 18 h 50 min    |
| Oslo                                | 3:53                              | 22:43                          | 18 h 49 min    |
| Tallinn                             | 4:03                              | 22:42                          | 18 h 39 min    |
| Estocolmmo                          | 3:30                              | 22:07                          | 18 h 37 min    |
| Riga                                | 4:29                              | 22:21                          | 17 h 52 min    |
| Copenhague                          | 4:25                              | 21:57                          | 17 h 32 min    |
| Vilnius                             | 4:41                              | 21:59                          | 17 h 17 min    |

| Europa    |                                   |                                |                |
| Cidade    | Nascer do sol 20 de Junho de 2016 | Pôr do sol 20 de Junho de 2016 | Duração do dia |
| Edimburgo | 4:26                              | 22:02                          | 17 h 36 min    |
| Moscou    | 3:44                              | 21:17                          | 17 h 33 min    |
| Berlim    | 4:43                              | 21:33                          | 16 h 49 min    |
| Varsóvia  | 4:14                              | 21:00                          | 16 h 46 min    |
| Londres   | 4:43                              | 21:21                          | 16 h 38 min    |
| Kiev      | 4:46                              | 21:12                          | 16 h 26 min    |
| Paris     | 5:46                              | 21:57                          | 16 h 10 min    |
| Viena     | 4:53                              | 20:58                          | 16 h 04 min    |
| Budapeste | 4:46                              | 20:44                          | 15 h 58 min    |
| Zurique   | 5:29                              | 21:25                          | 15 h 56 min    |
| Roma      | 5:34                              | 20:48                          | 15 h 13 min    |
| Madrid    | 6:44                              | 21:48                          | 15 h 03 min    |
| Lisboa    | 6:11                              | 21:04                          | 14 h 52 min    |
| Atenas    | 6:02                              | 20:50                          | 14 h 48 min    |

| África         |                                   |                                |                |
| Cidade         | Nascer do sol 20 de Junho de 2016 | Pôr do sol 20 de Junho de 2016 | Duração do dia |
| Cairo          | 4:54                              | 18:59                          | 14 h 04 min    |
| Tenerife       | 7:08                              | 21:05                          | 13 h 57 min    |
| Dakar          | 6:41                              | 19:41                          | 12 h 59 min    |
| Addis Ababa    | 6:07                              | 18:46                          | 12 h 38 min    |
| Nairóbi        | 6:32                              | 18:35                          | 12 h 02 min    |
| Kinshasa       | 6:04                              | 17:56                          | 11 h 52 min    |
| Dar es Salaam  | 6:32                              | 18:16                          | 11 h 43 min    |
| Luanda         | 6:20                              | 17:56                          | 11 h 36 min    |
| Jamestown      | 6:49                              | 17:59                          | 11 h 10 min    |
| Antananarivo   | 6:21                              | 17:21                          | 10 h 59 min    |
| Windhoek       | 6:30                              | 17:15                          | 10 h 44 min    |
| Joanesburgo    | 6:54                              | 17:24                          | 10 h 29 min    |
| Cidade do Cabo | 7:51                              | 17:44                          | 9 h 53 min     |

| Oriente Médio |                                   |                                |                |
| Cidade        | Nascer do sol 20 de Junho de 2016 | Pôr do sol 20 de Junho de 2016 | Duração do dia |
| Teerã         | 5:48                              | 20:23                          | 14 h 34 min    |
| Beirute       | 5:27                              | 19:52                          | 14 h 24 min    |
| Bagdá         | 4:53                              | 19:14                          | 14 h 21 min    |
| Jerusalém     | 5:33                              | 19:47                          | 14 h 13 min    |
| Manama        | 4:45                              | 18:32                          | 13 h 46 min    |
| Doha          | 4:44                              | 18:26                          | 13 h 42 min    |
| Dubai         | 5:29                              | 19:11                          | 13 h 42 min    |
| Riade         | 5:04                              | 18:44                          | 13 h 39 min    |
| Muscat        | 5:19                              | 18:55                          | 13 h 35 min    |
| Sana'a        | 5:33                              | 18:35                          | 13 h 02 min    |

| Américas         |                                   |                                |                |
| Cidade           | Nascer do sol 20 de Junho de 2016 | Pôr do sol 20 de Junho de 2016 | Duração do dia |
| Fairbanks        | 2:57                              | 21.6. 00:47                    | 21 h 49 min    |
| Nuuk             | 2:53                              | 21.6. 00:03                    | 21 h 09 min    |
| Iqaluit          | 2:11                              | 23:00                          | 20 h 49 min    |
| Anchorage        | 4:20                              | 23:41                          | 19 h 21 min    |
| Kodiak           | 5:07                              | 23:14                          | 18 h 06 min    |
| Sitka            | 4:06                              | 22:00                          | 17 h 54 min    |
| Unalaska         | 6:34                              | 23:41                          | 17 h 06 min    |
| Edmonton         | 5:04                              | 22:07                          | 17 h 02 min    |
| Vancouver        | 5:06                              | 21:21                          | 16 h 14 min    |
| Seattle          | 5:11                              | 21:10                          | 15 h 59 min    |
| Ottawa           | 5:14                              | 20:54                          | 15 h 40 min    |
| Toronto          | 5:35                              | 21:02                          | 15 h 26 min    |
| Nova Iorque      | 5:24                              | 20:30                          | 15 h 05 min    |
| Washington, D.C. | 5:42                              | 20:36                          | 14 h 53 min    |
| Los Angeles      | 5:42                              | 20:07                          | 14 h 25 min    |
| Miami            | 6:30                              | 20:14                          | 13 h 44 min    |
| Havana           | 6:44                              | 20:17                          | 13 h 33 min    |
| Honolulu         | 5:50                              | 19:16                          | 13 h 25 min    |
| Cidade do México | 6:59                              | 20:17                          | 13 h 18 min    |
| Manágua          | 5:21                              | 18:11                          | 12 h 50 min    |
| Bogotá           | 5:46                              | 18:09                          | 12 h 23 min    |
| Quito            | 6:12                              | 18:19                          | 12 h 06 min    |
| Lima             | 6:27                              | 17:52                          | 11 h 24 min    |
| La Paz           | 6:59                              | 18:08                          | 11 h 08 min    |
| Rio de Janeiro   | 6:32                              | 17:16                          | 10 h 43 min    |
| São Paulo        | 6:47                              | 17:28                          | 10 h 40 min    |
| Porto Alegre     | 7:20                              | 17:32                          | 10 h 12 min    |
| Santiago         | 7:46                              | 17:42                          | 9 h 56 min     |
| Buenos Aires     | 8:00                              | 17:50                          | 9 h 49 min     |
| Ushuaia          | 9:58                              | 17:11                          | 7 h 12 min     |

| Ásia e Oceania |                                   |                                |                |
| Cidade         | Nascer do sol 20 de Junho de 2016 | Pôr do sol 20 de Junho de 2016 | Duração do dia |
| Provideniya    | 0:52                              | 22:16                          | 21 h 23 min    |
| Magadan        | 3:37                              | 22:19                          | 18 h 41 min    |
| Petropavlovsk  | 4:58                              | 21:55                          | 16 h 56 min    |
| Khabarovsk     | 4:57                              | 21:04                          | 16 h 07 min    |
| Ulaanbaatar    | 5:52                              | 21:54                          | 16 h 01 min    |
| Vladivostok    | 5:32                              | 20:55                          | 15 h 22 min    |
| Pequim         | 4:45                              | 19:46                          | 15 h 00 min    |
| Seul           | 5:11                              | 19:56                          | 14 h 46 min    |
| Tóquio         | 4:25                              | 19:00                          | 14 h 34 min    |
| Xangai         | 4:50                              | 19:01                          | 14 h 10 min    |
| Lhasa          | 6:55                              | 20:58                          | 14 h 03 min    |
| Nova Deli      | 5:23                              | 19:21                          | 13 h 58 min    |
| Catmandu       | 5:08                              | 19:02                          | 13 h 53 min    |
| Taipei         | 5:04                              | 18:46                          | 13 h 41 min    |
| Hong Kong      | 5:39                              | 19:09                          | 13 h 30 min    |
| Manila         | 5:27                              | 18:27                          | 12 h 59 min    |
| Bangkok        | 5:51                              | 18:47                          | 12 h 56 min    |
| Singapura      | 7:00                              | 19:12                          | 12 h 11 min    |
| Jacarta        | 6:01                              | 17:47                          | 11 h 45 min    |
| Darwin         | 7:06                              | 18:29                          | 11 h 23 min    |
| Papeete        | 6:27                              | 17:32                          | 11 h 04 min    |
| Sydney         | 6:59                              | 16:53                          | 9 h 53 min     |
| Auckland       | 7:33                              | 17:11                          | 9 h 37 min     |
| Melbourne      | 7:35                              | 17:07                          | 9 h 32 min     |
| Dunedin        | 8:19                              | 16:59                          | 8 h 39 min     |

A duração do dia aumenta desde o equador em direção ao Polo Norte no Hemisfério Norte em junho (perto do solstício de verão), mas diminui em direção ao Polo Sul no Hemisfério Sul na época do solstício de inverno do sul.